# Pleurostachys orbignyana
Pleurostachys orbignyana är en halvgräsart som beskrevs av Adolphe-Théodore Brongniart. Pleurostachys orbignyana ingår i släktet Pleurostachys och familjen halvgräs. Inga underarter finns listade i Catalogue of Life.